# 西知多産業道路

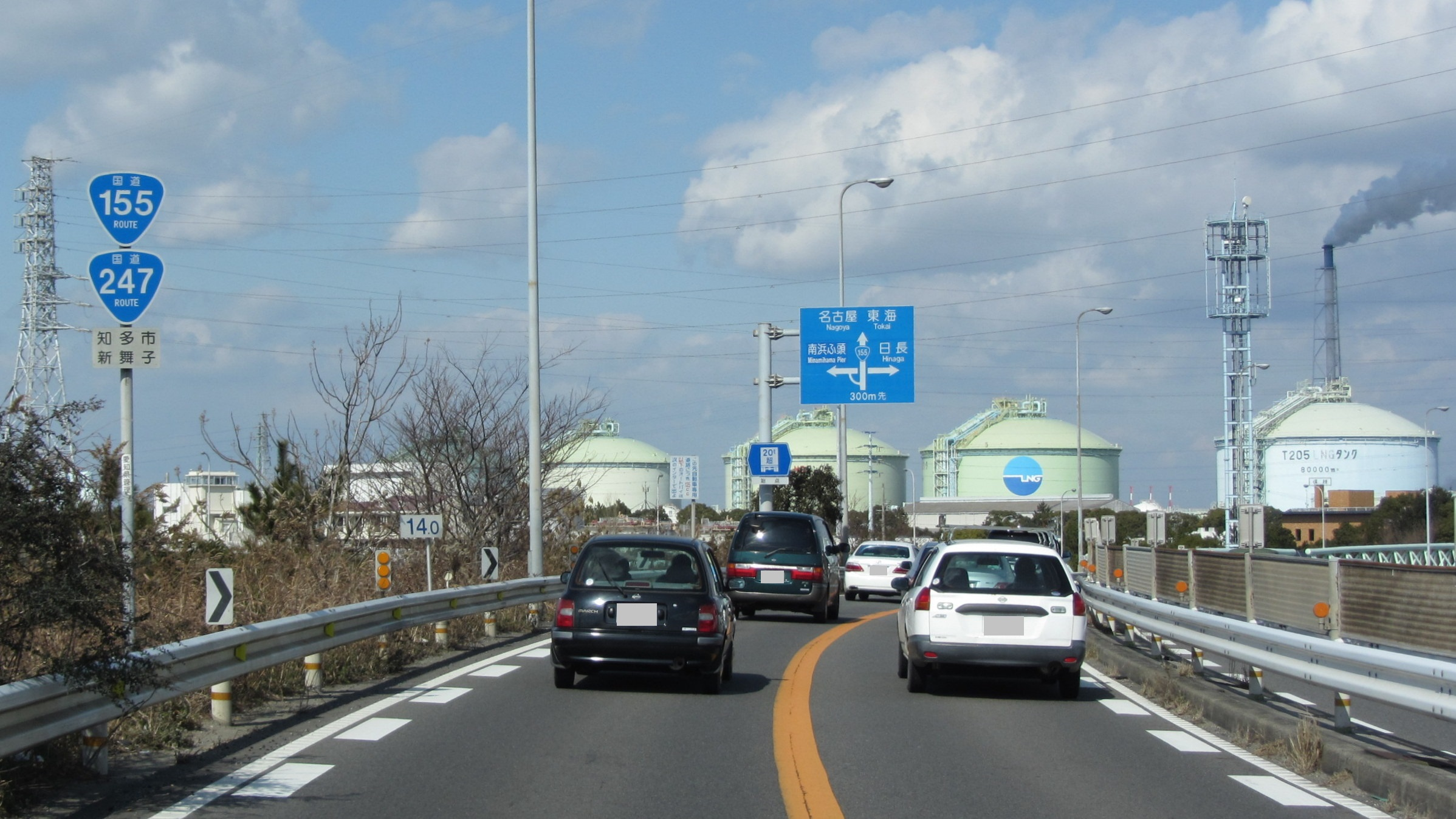
西知多産業道路
（国道155号・国道247号との重複）
愛知県知多市新舞子

西知多産業道路（にしちたさんぎょうどうろ）は、愛知県東海市から愛知県知多市に至る国道155号と国道247号のバイパスである。自動車専用道路区間と一般道路区間（東海市名和北交差点-新宝町交差点、日長IC-北畑交差点）からなる。北畑交差点から常滑市までを含める場合もある。
自動車専用道路区間の制限速度は70km/hである。案内標識は、自動車専用道路用によくある緑色でなく一般道路用の青色が採用されている。なお東海JCT - 長浦ICは2027年開通の西知多道路に組み込まれ6車線化させる予定である。
全線が国道247号であり、横須賀IC以南は国道155号と重複している。

## 歴史
西知多産業道路は、名古屋港管理組合が知多半島西海岸に造成した名古屋南部臨海工業地帯を南北に結ぶ道路として建設された。この工業地帯造成計画は1959年に東海製鐵から工場建設地として選ばれたことで具現化し、1960年より埋め立てが開始された。
埋め立てと同時に道路の建設も開始されたが、用地買収や漁業補償の交渉に難航したことで一部地区の埋め立てや道路建設が遅れ、1969年に全線開通となった。総事業費は約57億円。
- 1960年2月 : 名古屋港管理組合が日本製鉄名古屋製鉄所の建設地となる名古屋南部臨海工業地帯第2区（後の東海市東海町）から埋め立て開始。
- 1964年7月18日 : 名和北交差点から東海市横須賀間開通[4]。
- 1965年7月22日 : 東海市横須賀-知多市新知（名鉄常滑線 古見駅の西側）間開通。
- 1969年4月4日 : 知多市新知-知多市新舞子 間開通。
- 1974年3月15日 : 知多市新舞子-常滑市榎戸 間開通。
- 1974年5月14日 : 朝倉IC供用開始。
- 2011年11月19日 : 東海JCT供用開始に伴い名古屋高速道路4号東海線に接続。
- 2012年2月17日 : 自動車専用部の交通警察に関する事務（交通規制等）を愛知県警察東海警察署および知多警察署から愛知県警察本部高速道路交通警察隊に移管[5]。
- 2012年3月1日 : 寺本出口供用開始。美濃新橋出口閉鎖[6]。
- 2013年11月23日 : 名古屋高速道路4号東海線六番北出入口 - 木場出入口間開通により、東海線に接続する当道路の自動車専用部が、本州から九州に及ぶ高速道路網に組み込まれた。なお、東海JCTでの伊勢湾岸自動車道との接続時期は未定。

## インターチェンジなど

### 一般道路区間1
| 施設名       | 接続路線名                                                      | 起点から （km） | 備考 | 所在地 |
| ------------ | --------------------------------------------------------------- | --------------- | ---- | ------ |
| 名和北交差点 | 国道247号、愛知県道55号名古屋半田線、愛知県道59号名古屋中環状線 |                 |      | 東海市 |
| 新宝町交差点 | 愛知県道55号名古屋半田線                                        |                 |      | 東海市 |

### 自動車専用道路区間
| 施設名       | 接続路線名                                                              | 起点から （km） | 備考                                                                | 所在地 |
| ------------ | ----------------------------------------------------------------------- | --------------- | ------------------------------------------------------------------- | ------ |
| 新宝町交差点 | 愛知県道55号名古屋半田線、愛知県道59号名古屋中環状線                    |                 |                                                                     | 東海市 |
| 東海IC/JCT   | E1A伊勢湾岸自動車道、国道302号（名古屋環状2号線）、名古屋高速道路東海線 |                 |                                                                     | 東海市 |
| 荒尾IC       | 愛知県道249号長草東海線                                                 |                 |                                                                     | 東海市 |
| 加家IC       | 東海市道大池北線                                                        |                 |                                                                     | 東海市 |
| 太田IC       | 東海市道太田川駅前通り線（仮称）                                        |                 | 西知多道路の整備に併せて新設予定                                    | 東海市 |
| 横須賀IC     | 国道155号                                                               |                 |                                                                     | 東海市 |
| 寺本出口     | 知多市道浦浜線                                                          |                 | 現在は東海JCT方面からの出口のみ。西知多道路として寺本ICが新設予定   | 知多市 |
| 美濃新橋出口 |                                                                         |                 | 2012年3月1日閉鎖                                                    | 知多市 |
| 朝倉IC       | 知多市道朝倉線                                                          |                 |                                                                     | 知多市 |
| 長浦IC       | 愛知県道46号西尾知多線                                                  |                 | ここから西知多道路として常滑JCT（常滑ICに併設）方面に分岐する予定。 | 知多市 |
| 日長IC       |                                                                         |                 |                                                                     | 知多市 |

### 一般道路区間2
| 施設名     | 接続路線名                             | 起点から （km） | 備考 | 所在地 |
| ---------- | -------------------------------------- | --------------- | ---- | ------ |
| 日長IC     |                                        |                 |      | 知多市 |
| 神田交差点 |                                        |                 |      | 知多市 |
| 北畑交差点 | 国道155号、愛知県道468号新舞子停車場線 |                 |      | 知多市 |